# سیمونلوکا آگازون
سیمونلوکا آگازون (انگلیسی: Simonluca Agazzone; ۲۳ ژوئیهٔ ۱۹۸۱ – ۱ اکتبر ۲۰۲۰) بازیکن فوتبال اهل ایتالیا بود.
از باشگاه‌هایی که در آن بازی کرده‌است می‌توان به باشگاه فوتبال مونتسا، باشگاه فوتبال اسپتزیا، باشگاه فوتبال نووارا، و باشگاه فوتبال اسپال اشاره کرد.
وی همچنین در تیم‌های ملی فوتبال بازی کرده‌است.